# کیک‌بوکسور ۲
کیک‌بوکسور ۲ (انگلیسی: Kickboxer 2) فیلمی در ژانر رزمی به کارگردانی آلبرت پایون است که در سال ۱۹۹۱ منتشر شد.

## خلاصه داستان
این فیلم ادامه‌ای بر فیلم کیک‌بوکسور است که ژان کلود ون دام در او ایفای نقش کرد. دیوید اسوان (ساشا میشل) برادر کرت اسوان (ون دام) است که یک باشگاه کاراته راه اندازی کرده‌است. حالا آقای سانگا، یکی از مقامات رسمی دولت تایلند که تونگ پو، بوکسری وحشی را کنترل می‌کند، باز او را به آن باشگاه می‌فرستد. تونگ پو در فیلم قبلی از رقیبان سرسخت کرت اسلوان بود…

## بازیگران
- ساشا میچل
- پیتر بویل
- کری هیرویوکی تاگاوا
- جان دیهل
- هیتر مک‌کامب
- برایان آستین گرین
- میشل قیسی